# Karofane
Karofane este o comună rurală din departamentul Bouza, regiunea Tahoua, Niger, cu o populație de 44.569 de locuitori (2001).